# Bryan-Michael Cox
Bryan-Michael Paul Cox (Miami, Florida; 1 de diciembre de 1977) es un productor y compositor de discos estadounidense que destaca por su extenso trabajo con múltiples artistas que venden platino, incluidos Usher, Mariah Carey, Mary J. Blige y Toni Braxton.  Entre sus producciones más notables están "Be Without You" para Mary J. Blige, "Burn", "Confessions Part II" y "U Got It Bad" para Usher, y "Shake It Off", "I Stay In Love" y "No sabes qué hacer" para Mariah Carey.

## Discografía
- 112 - "Why Can't We Get Along"
- 112 - "Nowhere"
- Aaliyah - "Come Over"
- Absoulute - "Is It Like That"
- Algebra - "What Happened"
- Algebra - " The Day"
- Amerie - "Somebody Up There"
- Antonella Barba - "Danger"
- Avery Storm - "Stop Time"
- B2K - "Last Boyfriend"
- Baby of Cash Money - "How It Be"
- Bow Wow - "Go"
- Bow Wow - "Like You"
- Bow Wow - "Thank You"
- Bow Wow - "Crazy"
- Bow Wow - "The Wickedest"
- Bow Wow - "Pick Of The Litter"
- Bow Wow - "Up In Here"
- Bow Wow - "Get Up"
- Bow Wow - "Bow Wow (That's My Name)"
- Bow Wow - "The Future"
- Bow Wow - "You Know Me"
- Bow Wow - "The Dog In Me"
- Bow Wow - "Ghetto Girls"
- Bow Wow - "This Playboy"
- Bow Wow - "Shorty Like Mine"
- Brandy - "Not Gonna Make Me Cry Pts.1 & 2"
- Brandy - "Hold You Down"
- Brian McKnight - "Comfortable"
- Chante Moore - "Straight Up"
- Chante Moore - "Go Head With All That
- Changing Faces - "Last Night"
- Changing Faces - "Come Over"
- Chris Brown - "Say Goodbye"
- Chris Brown - "Winner"
- Chris Brown - "Catch 22"
- Chris Brown - "One Mo' Gin"
- Christina Milian - "Seven Days"
- Christina Milian - "Oh Daddy"
- Christina Milian - "Put Em Up"
- Christina Milian - "Girl Like Me"
- Ciara - "So Hard"
- Claudette Ortiz - "Can't Get Enough"
- Da Brat - "What Chu Like"
- Da Brat - "All My Bitches"
- Damit - "Won't Be Afraid"
- Danity Kane - "Back Up"
- Danity Kane - "One Shot"
- Danity Kane - "Ride For You"
- Dave Hollister - "My Everything"
- Dave Young - "Never Over"
- Destiny's Child - "Bad Habit"
- Dirty Rose - "Not A Game"
- Dirty Rose - "Phone Sex"
- Dirty Rose - "The Way It Was"
- Dirty Rose - "Work It Out"
- Dirty Rose - "She Ready"
- Dirty Rose - "Still Be Around"
- Dru Hill - "If I Could"
- Faith Evans - "Catching Feelings"
- Faith Evans - "Tru Love"
- Fantasia - "Only One U"
- Fantasia - "U Got Me Waiting"
- Frankie J - "Get On The Floor"
- Frankie J - "In The Moment"
- Frankie J - "How To Deal"
- Frankie J - "Don't Wanna Try (Remix)"
- Ginuwine - "Stingy"
- Ideal - "Get None"
- Ideal - "Creep Inn"
- Jagged Edge - "Tryna Be Your Man"
- Jagged Edge - "Walked Outta Heaven"
- Jagged Edge - "Shady Girl"
- Jagged Edge - "Visions"
- Jagged Edge - "I Don't Wanna"
- Jagged Edge - "He Can't Love U"
- Jagged Edge - "Where The Party At"
- Jagged Edge - "The Saga Continues"
- Jagged Edge - "Goodbye"
- Jagged Edge - "Cut Somethin"
- Jagged Edge - "I Got It"
- Jagged Edge - "Best Man"
- Jagged Edge - "This Goes Out"
- Jagged Edge - "No Respect"
- Jagged Edge - "Remedy"
- Jagged Edge - "Let's Get Married"
- Jagged Edge - "Promise"
- Jagged Edge - "Keys To The Range"
- Jagged Edge - "What You Tryin To Do"
- Jagged Edge - "Healing"
- Jagged Edge - "Heartbreak"
- Jagged Edge - "Did He Say"
- Janet - "Someone To Call My Lover (Remix)"
- Jazzy - "Make Me Up"
- Jermaine Dupri - "Welcome To Atlanta"
- Jermaine Dupri - "Ballin' Out Of Control"
- Jermaine Dupri - "Hate Blood"
- Jermaine Dupri - "You Bring Out The Freak In Me"
- Jermaine Dupri - "Get Some"
- Jermaine Dupri - "Money, Hoes & Power"
- Jessica Simpson - "Irresistible (Remix)"
- J-Kwon - "Morning Light"
- Joe - "Go Hard"
- Joe - "Run It Back"
- Joe - "What I Feel"
- Joe - "My Love"
- Johnta Austin - "Lil' More Love"
- Justin Bieber - "Never Let You Go"
- Katharine McPhee - "Each Other"
- KeKe Wyatt - "My Man"
- Kenny Lattimore & Chanté Moore - "Figure It Out"
- Lee Carr - "The Way We Used To Be"
- LeToya - "Obvious"
- LeToya - "This Song"
- Lil' Corey - "The First Time"
- Lil' Corey - "Two Can Play That Game"
- Lil' Corey - "I Saw You"
- Lil' Corey - "All I Do"
- Lil' Fizz - "Fluid"
- Lil' Mo - "Hot Girl"
- Lil' Mo - "Heartbeat"
- Lil' Mo - "Mother Of My Child"
- Lil' Mo - "Forever"
- Lil' Mo - "Superwoman"
- Mariah Carey - "Don't Forget About Us"
- Mariah Carey - "Get Your Number"
- Mariah Carey - "Shake It Off"
- Mariah Carey - "The One"
- Mariah Carey - "I Miss You"
- Mariah Carey - "How Much"
- Mariah Carey - "All I Want For Christmas (Remix)"
- Mario - "Kryptonite"
- Marques Houston - "Circle"
- Mary J. Blige - "Be Without You"
- Mary J. Blige - "Ain't Really Love"
- Mary J. Blige - "We Ride (I See The Future)"
- Mary J. Blige - "Reflections (I Remember)"
- Mary J. Blige - "Here We Go Again"
- Marques Houston - "Circle"
- Maxwell - "Lifetime (Remix)"
- Megan - "Greener"
- Monica - "I'm Back"
- Monica - "Searchin'"
- Monica - "You Should've Known"
- Monica - "I Don't Wanna"
- Monica - "Hell No" Feat. Twista
- Mya - "Life Is Too Short"
- Nephu - "The Way U Do"
- Nicole Scherzinger (de las Pussycat Dolls) - "Kiss Me"
- Nicole Scherzinger (de las Pussycat Dolls) - "Step Up"
- Nicole Scherzinger (de las Pussycat Dolls) - "Steam"
- Nivea - "Don't Mess"
- Nivea - "Parking Lot"
- Omarion - "Made For TV"
- Omarion - "Just Can't Let You Go"
- RL - "Model Chick"
- Ron Isley - "Forever Mackin"
- Ron Isley - "Gotta Be With U"
- Ruff Endz - "Missing You"
- Sammie - "Come With Me"
- Sammie - "I Can't"
- Sammie - "My Own Way"
- Tamar Braxton - "Get None"
- Tamia - "Still"
- Tamia - "Stranger In My House (Remix)"
- Teairra Mari - "Act Right"
- Teairra Mari - "Phone Booth"
- Teairra Mari - "Good Enough 4 U"
- Toni Braxton - "Trippin' (That's The Way Love Works)"
- Toni Braxton - "What's Good?"
- Toni Braxton - "Just Be A Man"
- Toni Estes - "She's Already"
- Toni Estes - "Let Me Know"
- Toni Estes - "She Ain't"
- Toni Estes - "Told Me"
- Trey Songz - "Last Time"
- Tyrese - "Gotta Get You"
- Tyrese - "Somebody Special"
- Tyrese - "Off The Heezy"
- Q. Amey - "Get At You"
- Usher - "Burn"
- Usher - "Confessions Pt. 1"
- Usher - "Confessions Pt. 2"
- Usher - "Do It To Me"
- Usher - "U Got It Bad"
- Usher - "U Turn"
- Usher - "If I Want To"
- Usher - "Can't Let You Go"
- Usher - "Good Ole Ghetto"